# 日本レコード大賞
『日本レコード大賞』（にほんレコードたいしょう、英: THE JAPAN RECORD AWARDS）は、スポーツ紙を含む各新聞社の記者が中心となって決定する音楽に関する賞である。
略称は「レコ大」（レコたい）。主催は公益社団法人日本作曲家協会、後援はTBSである。TBSテレビ・TBSラジオとその系列局が放送し、番組名は『輝く!日本レコード大賞』（かがやく にほんレコードたいしょう）。

## 概要
1959年に創設され、1970年代から1980年代にかけて、テレビにおける歌番組の隆盛と共に最盛期を迎えた。しかし、レコード会社や事務所の力関係により受賞者が決まっているとの指摘もあり、また賞レースに左右されない音楽活動を希望することなどを理由に、受賞そのものを辞退する有力アーティストが1990年代から増えるようになった（福山雅治、B'z、Mr.Children、ジャニーズ事務所所属歌手など）。これにより賞の権威は大きく低下した。また、第36回（1994年）には大賞を受賞した歌手がミュージック・ビデオの撮影で渡豪していたため、授賞式に出席しないという異例の事態となった（2020年現在に至るまで、大賞を受賞した歌手が授賞式に出席しなかった唯一の例となっている）。

### 審査委員
第56回（2014年）を例として掲載する（計23人）
- 審査委員長：川崎浩（毎日新聞）
- 審査委員兼幹事（2人）：サンケイスポーツ、日刊スポーツ
- 審査委員
  - 新聞社社員（11人）：産経新聞、時事通信、スポーツニッポン、デイリースポーツ、東京新聞、東京スポーツ、東京中日スポーツ、日本経済新聞、報知新聞、夕刊フジ、読売新聞
  - TBS系列局社員[注 4]（4人）：北海道放送、CBCテレビ、毎日放送、RKB毎日放送
  - 音楽評論家・音楽プロデューサー（5人）：酒井政利、田家秀樹、反畑誠一、富澤一誠、湯浅明

## 沿革

### 賞の創設
戦後の日本の音楽界においては、ジャズ、ロカビリーなど米国由来の新しいジャンルが流れ込んできており、若者世代から熱狂的な支持を受けていた。一方で音楽界の主流を占めているのは戦前から続く歌謡曲で、大手のレコード会社が専属の作家に売れ筋の曲を書かせ、発売するという寡占状態が成立していた。結果、若者世代がコンサートを通じて新音楽を、年配世代がレコードを通じて歌謡曲をそれぞれ支持するという世代間の空白が生じていた。
1959年、古賀政男、服部良一らの主導で、レコード会社所属の作曲家による親睦団体『日本作曲家協会』が設立される。古賀、服部らは、世代間のギャップを超えた「新しい日本の歌」を生み出すべく、ジャンルを問わずにその年の日本を代表する歌を選出するグランプリを開催することを目指した。範としたのは、前年に米国で始まったグラミー賞であった。
しかし古賀らの動きは音楽界の主流派の非協力という形で抵抗を受ける。共催を申し込んだ社団法人日本蓄音機レコード文化協会（現・日本レコード協会）には断られ、レコード会社はビクター以外の協力は得られなかった。大手新聞社の音楽記者会は事態を警戒して初年度の審査への参加を留保して、テレビ各社はラジオ東京テレビ（現・TBS）のみが賛意を示した（これが縁で、レコード大賞の放送はTBSで行われている）。運営委員長を引き受けた古賀は参加者の不安を抑えるために私財を投げ打ってでも必ず実施すると宣言し、実際に赤字分を個人負担した。

### 草創期
古賀の自腹によってどうにか開催された第1回レコード大賞で大賞を受賞したのは、ロカビリー系の「黒い花びら」、歌手は本作でデビューの水原弘、作詞は放送作家の永六輔、作曲はジャズ奏者として一世を風靡した中村八大という、主流の歌謡曲とはかけ離れた組み合わせであった。後に作詞家として大成した永は後年、第1回の大賞を権威ある作品ではなく全く無名人の作品にしたことを、「審査員の良識だったと思う」と述懐している。
以降も新ジャンルからの受賞が相次ぎ、受賞曲がヒット、受賞者が売れっ子のヒットメーカーになるにしたがって、日本の音楽界のボーダーレス化が進んでゆく。古賀らが立ち向かったレコード会社の専属作家制度は、1970年ごろには姿を消した。初めの数年は賞自体の知名度が低く、放送時間は年末の昼間、会場も神田共立講堂など小規模の会場であった。

### 黄金期
1969年、第11回から番組の構成を一新する。大晦日の『NHK紅白歌合戦』が始まる前の19時から21時に本選『輝く！日本レコード大賞』を開催・生中継する様になり、カラーでの全国放送を開始。更に会場を帝国劇場に移し、総合司会に元NHKアナウンサーの高橋圭三を起用。格調高く、より緊張感の漂う雰囲気に様変わりした。
三賞（最優秀新人賞・最優秀歌唱賞・大賞）ノミネートの作詞者・作曲者・編曲者・歌唱者・レコード会社代表、所属プロダクション代表ら、および既に受賞が決定している歌手（大衆賞受賞者・企画賞受賞者・特別賞受賞者など）は楽屋ではなく、観客と共に客席で進行を見守っていた。三賞ノミネートの歌手がステージに現れる際は、奈落から迫りによって登場し、作品紹介と歌唱が行われた。
オープニング演奏・歌手の伴奏・発表時のファンファーレ・受賞時のBGM・クロージング演奏にはステージ後方に控える総勢72〜73名のオーケストラと合唱団が担当。その内訳は、ビッグバンド（サクソフォーン5名・トランペット4名・トロンボーン4名・ピアノ・エレキベース・ドラムス各1名：番組後半開始前にもうひとつのビッグバンドと交代）とリズム楽器（エレキギター2名・ラテンパーカッション1名）に加え、当時の音楽番組の常識ではあり得ない規模のストリング・オーケストラ（弦楽合奏団：昭和40年代では第一ヴァイオリン8名・第二ヴァイオリン6名・ヴィオラ4名・チェロ4名の計22名で、これは室内管弦楽団あるいは小規模の交響楽団に匹敵する）とハープの大々的使用、原曲の特徴的なフレーズを強調・装飾的に彩る各種管打楽器（フルート、オーボエ、ホルン、ティンパニ、グロッケンシュピール、チャイムなど）、さらに混声合唱団（ソプラノ6名・アルト6名・テノール6名・バス6名の計24名）を擁する絢爛豪華なサウンドで、クラシックの指揮者のような気品あるタクトさばきが定評の長洲忠彦が永らく指揮者を務めた。番組の前半開始時とビッグバンド交代後の後半開始時には、字幕のみならず司会者高橋圭三による演奏者と指揮者の紹介が必ず盛り込まれており、人間が奏でる生の楽器演奏がいかに重要視されていたかがうかがえる。
審査会場の帝国劇場内「インペリアル・ルーム」と中継を結び、審査の進捗状況がTBSアナウンサー小川哲哉によって随時レポートされた。三賞の発表は高橋圭三が行ったが、特に大賞時は作品名・受賞者名が収まった筆書きの式辞用紙を審査委員長がうやうやしく届け、観客や視聴者・聴取者の期待と緊張をより一層高めた。ドラムロールが響く中、高橋圭三自身も開封する式辞用紙の手が大きく震えるほどであった。
大賞発表直後、客席で見守っていた受賞者（作詞者・作曲者・編曲者・歌唱者・レコード会社代表、所属プロダクション代表ら）がステージへの登壇を促され、敬虔なBGMが流れる中、制定委員長・運営委員長から賞状、ブロンズ像（吉田芳夫作）、記念楯（東郷青児作）、副賞の目録が贈呈されるセレモニーが丁寧に行われた。また受賞者の身内や友人が駆けつけ花束を贈る場面も多かった。
音と演出に総力を注ぎ、さらに国民的番組であった紅白歌合戦と時間帯が連続することにより、賞のネームバリューが上昇、視聴率も紅白と肩を並べるほどになる。また、本賞の人気に刺激され、『日本歌謡大賞』をはじめ、民放各局で歌謡音楽賞が次々制定されるようになった。
賞の権威は確固たるものとなったが、賞の創設に関わった服部良一は1974年ごろ、権威の上昇と比例して賞の商業的な付加価値が高まり、レコード会社の賞とり合戦の過熱と作品の質よりも人気が先行する傾向が相乗し、さらにこれが審査の不透明さを巡る黒い噂を生じさせていることを懸念していた。
ホイチョイ・プロダクションズのテレビ解説本「OTV」ではこの件に触れており、「（当時の選考委員だった）荻昌弘さんはレコード会社やプロダクションの間できわめて評判が悪い。なぜならあの人はマジでいい曲、巧い歌手に投票してしまうからだ。」と評している。また、同著では第26回（1984年）の新人賞を辞退した菊池桃子を例に出し、乱立する賞レースが負担となりボイコットする歌手が出てきたことを指摘している。

### 衰退期
1980年代には台頭してきたニューミュージックを中心に音楽の権威に対する考え方の変化が起こり、賞レースに左右されない音楽活動をしたいことなどを理由に、受賞そのものを辞退する有力アーティストが増えるようになり、賞の権威は低下し始める。
第27回（1985年）から会場を日本武道館に移し、授賞式の華やかさを増すことでテコ入れを図るも視聴者離れの歯止めが効かず、第28回（1986年）で視聴率が30%を割り込む。
この頃からノミネート歌手がそれぞれ専属のバンドを起用することが多くなり、オーケストラは演歌系歌手のバックと式典音楽のみを担当するようになってきた。
1989年、紅白歌合戦が放送開始時刻を19時台に引き上げることによって紅白が裏番組になり、視聴者を奪われると同時に歌手のやり繰りにも苦労するようになる。この年を境に視聴率は一気に20%を割り込む。
第32回（1990年）から大賞を「ポップス・ロック部門」と「歌謡曲・演歌部門」に分割し、視聴者による電話投票の導入するなど打開策を講じたが、大賞のジャンル分けでレコード会社の認識との食い違いが生じるなど問題が生じ、また電話投票は組織票が問題視され、第35回（1993年）で廃止された。
第36回（1994年）では、大賞を受賞したMr.Childrenが欠席するという異例の事態になる。大賞受賞者が欠席したのはこの1回のみ。この年から会場がTBS放送センターに移る。歌手の伴奏は打ち込みカラオケが主流となる。
第46回（2004年）からは紅白歌合戦や『年忘れにっぽんの歌』の出演でNHKホール（渋谷区）や新宿コマ劇場（新宿区）とを移動する出演者への配慮で、会場を新国立劇場（渋谷区）に移した。
第47回（2005年）には視聴率が当時過去最低の10.0%を記録。常連だったスポンサーの多くが降板し、スポンサー枠自体が縮小されるに至った。第48回（2006年）から裏番組とのバッティングの弊害を解消すべく、開催日を1日繰り上げて12月30日に変更した。同時に放送時間を拡大し、過去の受賞曲で構成される事前番組が放送されるようになった。

### 年別詳細
1950年代 1959

1960年代 1960 - 1961 - 1962 - 1963 - 1964 - 1965 - 1966 - 1967 - 1968 - 1969

1970年代 1970 - 1971 - 1972 - 1973 - 1974 - 1975 - 1976 - 1977 - 1978 - 1979

1980年代 1980 - 1981 - 1982 - 1983 - 1984 - 1985 - 1986 - 1987 - 1988 - 1989

1990年代 1990 - 1991 - 1992 - 1993 - 1994 - 1995 - 1996 - 1997 - 1998 - 1999

2000年代 2000 - 2001 - 2002 - 2003 - 2004 - 2005 - 2006 - 2007 - 2008 - 2009

2010年代 2010 - 2011 - 2012 - 2013 - 2014 - 2015 - 2016 - 2017 - 2018 - 2019

2020年代 2020 - 2021 - 2022 - 2023 - 2024

## 各賞
各賞受賞者には東郷青児作の楯が授与される（写真を参照）。
いずれも第65回（2023年）時点のもの。
- 日本レコード大賞

対象年度に発売されたすべての邦楽シングルの中で「作曲、編曲、作詩を通じて芸術性、独創性、企画性が顕著な『作品』」「優れた歌唱によって活かされた『作品』」「大衆の強い支持を得た上、その年度を強く反映・代表したと認められた『作品』」の3点に該当する『1作品』に贈る。そのため、賞の授与は、作詞者・作曲者・編曲者・音楽プロデューサー・所属プロダクション・所属レコード会社・および作品の歌唱者が対象になる。審査対象は、「優秀作品賞」に選ばれた『作品』とする。以上のように日本レコード大賞は決して歌手だけが受賞するものではなく、作品全体に贈呈されるものである。
対象年度以前に発売された作品でも、「対象年度に顕著な実績を上げた作品」であれば選考対象とされる。
過去には副賞としてテレビ番組スポンサーの1社（自動車メーカー）から車が贈られた。
過去にはその名が示すとおり、レコード→CDが選考対象だったが、現在は配信楽曲を含めたすべての音楽ソフトが選考対象となっている。
歴代最多の大賞受賞アーティストは、4回のEXILEである。
- 優秀作品賞（旧名：金賞、ゴールド・ディスク賞）

大衆の強い支持を得て作品としても芸術性・独創性に優れ、その年度を反映したと認められた『作品』に贈る。「金賞」や「ゴールド・ディスク賞」という名称が使われていた時期もあったが、第50回（2008年）からは「優秀作品賞」に変更された。
- 最優秀歌唱賞

対象年度内の作品を最も的確に表現し、さらに高めた『歌手』に贈る。審査対象は「金賞」に選ばれた作品の歌手としていたが、第50回（2008年）からは11月下旬から12月上旬にかけて行われる選考委員会で決定されることになった。放送では番組の後半に集中させる。この賞を受賞した歌手は紹介VTRの後に司会者とのやり取りを挟んで楽曲披露がある。歌唱の際には近年の音楽番組では減少傾向にあるオーケストラの生演奏がある。
- 特別賞

対象年度に於いて社会的に最も世の中を賑わせ注目された『人』『楽曲』『作品』『現象』などに贈る。その他にも年によって特別な賞が設けられる場合がある。
- 特別国際音楽賞

第62回（2020年）から新設され、特定の国や地域にこだわらず、その年に優れたグローバルな活躍を見せた『歌手』に贈る。
- 作詩賞、作曲賞、編曲賞

特に作詩・作曲・編曲の分野で独創的であると認められた『作品・作者』に贈る。作詞賞を「西条八十賞」、作曲賞を「中山晋平賞」としていた時期もある。
- 新人賞、最優秀新人賞（en）

対象年度内に於いてデビュー（初めて芸能活動として歌う）し大衆に支持され、将来性を認められた『歌手』に贈る。放送では番組の前半に放送される。この賞を受賞した歌手は紹介VTRと楽曲披露の後に司会者と短いやり取りがある。「最優秀新人賞」は、「新人賞」の中から最も優秀と認められた『歌手』に贈る。
- 企画賞

独創的な企画意図をもって製作され、それによって成果を上げ大衆音楽に大きな貢献をした『作品』（ミュージックビデオを含む）に贈る。
- 日本作曲家協会選奨

第48回（2006年）から「日本作曲家協会奨励賞」として新設された賞。日本作曲家協会が日本の心を伝え未来のある実力ある『歌手』に期待を込めて贈る賞。第56回（2014年）からは、魅力的な歌唱で大衆の支持を集めている『歌手』も受賞対象になると同時に、現在の賞名に変更。
- 日本作曲家協会名曲顕彰

第1回（1959年）以降に発表され、長年大衆の支持を受け続けている『作品』に贈る。第66回（2024年）から新設。
- 特別功労賞

長年に亘り音楽活動・評論活動を展開し、音楽界に大きな貢献をした『故人』に贈る。

### 過去に存在したか、不定期に設けられている各賞
- 童謡賞

第1回（1959年）から第15回（1973年）まで子供向けの童謡やアニメソングに与えられた賞だった。建前としてはレコード大賞を童謡が受賞した際には「歌謡曲賞」を設けることになっていたが、結局「歌謡曲賞」が設けられることはなかった。ザ・テンプターズの『おかあさん』がヒットした際には、同曲も「童謡賞」の対象にすべきかという議論があったという。第16回（1974年）にヤングアイドル賞の導入により廃止された。そのヤングアイドル賞も1回限りで廃止された。
- 歌唱賞

優れた歌唱によって活かされた作品に贈られる賞として定義され、文字通り歌手の歌唱力を評価したものである。作詩賞、作曲賞、編曲賞と共に第1回（1959年）から設けられた賞である。第11回（1969年）からは最優秀歌唱賞が設けられその候補としての位置付けとなり、さらに第19回（1977年）までは大賞の最有力候補としての位置付けでもあった（第17回（1975年）から第19回（1977年）までの3年間は大賞候補10組作品の中から歌唱賞5組作品が選出され、さらにその中から大賞と最優秀歌唱賞が決定された）。第20回（1978年）からは金賞の導入により廃止された。
- 大衆賞

第11回（1969年）から第19回（1977年）まで、大衆に支持された歌手や楽曲に与えられた賞だった。当初は歌唱賞と同様に大賞候補としての位置付けだったが、第17回（1975年）からは大賞候補の枠外の位置付けとなった。第47回（2005年）に1度だけ復活した。
- 特別大衆賞

1980年に引退した山口百恵のそれまでの実績を称え与えられた（第22回・1980年）。他に都はるみ（第26回・1984年）、中森明菜、瀬川瑛子（ともに第29回・1987年）が受賞している。
- ゴールデン・アイドル賞

第23回（1981年）から第25回（1983年）までデビュー2年目に顕著な活躍をした歌手に与えられた。
- ベストアルバム賞、アルバム大賞

対象年度に発売されたすべての邦楽アルバムCDの中で最も芸術性・独創性に優れ、その年度を強く反映・代表したと認められた作品に贈る。第50回（2008年）からは「優秀アルバム賞」「最優秀アルバム賞」として復活。
- 吉田正賞

作曲家・吉田正の偉大な業績を記念し伝統的な日本の歌を充実させ、前進させた作曲家に贈る。
- 美空ひばりメモリアル選奨

歌手・美空ひばりが戦後日本の社会、歌謡史に残した偉大な業績を称え、それを記念するに相応しい豊かな魅力と力量を持った歌手に贈る。初めて制定された第31回（1989年）当初は「美空ひばり賞」だったが、第35回（1993年）に「美空ひばりメモリアル選奨」に変更、第42回（2000年）を以て最後となる。
- ロングセラー賞

第21回（1979年）に新設された賞。その頃、金賞（現在の「優秀作品賞」）に選ばれていたのは、前年11月下旬 - 当年11月中旬に発売されたレコードに限られていたが、1979年には「夢追い酒」（渥美二郎）、「花街の母」（金田たつえ）、「みちづれ」（牧村三枝子）、「北国の春」（千昌夫）といった、発売されて数年経っている曲が立て続けに大ヒットしたため、この賞が新設された。その年の金賞の対象期間より前に発売され、その年に売上（通算）が100万枚に達したレコードに贈られていた。その後も「ロングセラー賞」は毎年選出されていたが、第25回（1983年）を最後に消滅。
- 功労賞

長年に亘りレコードやCDを中心とする音楽活動を展開し、日本音楽界に大きな貢献をした『者』に贈る。
- 優秀アルバム賞、最優秀アルバム賞（en）

対象年度に発売されたすべての邦楽アルバムCDの中で芸術性・独創性に優れ、その年度を強く反映・代表したと認められた『作品』に贈られる。
「最優秀アルバム賞」は、「優秀アルバム賞」の中から最も優れた『作品』に贈られる。
- 特別映画音楽賞、特別歌謡音楽賞

社会的に世の中を賑わせ、注目された『音楽作品（特別映画音楽賞は映画音楽作品）』『人』に贈られる。第56回（2014年）から新設。
- 特別栄誉賞

## 歴代大賞受賞曲
- 曲名、歌手名は公式サイトを参照。
- 第32回（1990年）から第34回（1992年）は、      歌謡曲・演歌部門と      ポップス・ロック部門に分けられた。

| 回     | 年     | 曲名                                           | 歌手名                                  | 作詞                  | 作曲                  | 編曲                              | 所属レコード会社         |
| ------ | ------ | ---------------------------------------------- | --------------------------------------- | --------------------- | --------------------- | --------------------------------- | ------------------------ |
| 第1回  | 1959年 | 黒い花びら                                     | 水原弘                                  | 永六輔                | 中村八大              | 中村八大                          | 東京芝浦電気             |
| 第2回  | 1960年 | 誰よりも君を愛す                               | 松尾和子 和田弘とマヒナスターズ         | 川内康範              | 吉田正                | 和田弘                            | 日本ビクター             |
| 第3回  | 1961年 | 君恋し                                         | フランク永井                            | 時雨音羽              | 佐々紅華              | 寺岡真三                          | 日本ビクター             |
| 第4回  | 1962年 | いつでも夢を                                   | 橋幸夫 吉永小百合                       | 佐伯孝夫              | 吉田正                | 吉田正                            | 日本ビクター             |
| 第5回  | 1963年 | こんにちは赤ちゃん                             | 梓みちよ                                | 永六輔                | 中村八大              | キングレコード                    |                          |
| 第6回  | 1964年 | 愛と死をみつめて                               | 青山和子                                | 大矢弘子              | 土田啓四郎            | 日本コロムビア                    |                          |
| 第7回  | 1965年 | 柔                                             | 美空ひばり                              | 関沢新一              | 古賀政男              | 日本コロムビア                    | 佐伯亮                   |
| 第8回  | 1966年 | 霧氷                                           | 橋幸夫                                  | 宮川哲夫              | 利根一郎              | 一ノ瀬義孝                        | 日本ビクター             |
| 第9回  | 1967年 | ブルー・シャトウ                               | ジャッキー吉川とブルーコメッツ          | 橋本淳                | 井上忠夫              | 森岡賢一郎                        | 日本コロムビア           |
| 第10回 | 1968年 | 天使の誘惑                                     | 黛ジュン                                | なかにし礼            | 鈴木邦彦              | 東芝音楽工業                      |                          |
| 第11回 | 1969年 | いいじゃないの幸せならば                       | 佐良直美                                | 岩谷時子              | いずみたく            | 日本ビクター                      |                          |
| 第12回 | 1970年 | 今日でお別れ                                   | 菅原洋一                                | なかにし礼            | 宇井あきら            | 森岡賢一郎                        | 日本グラモフォン         |
| 第13回 | 1971年 | また逢う日まで                                 | 尾崎紀世彦                              | 阿久悠                | 筒美京平              | 日本フォノグラム                  |                          |
| 第14回 | 1972年 | 喝采                                           | ちあきなおみ                            | 吉田旺                | 中村泰士              | 高田弘                            | 日本コロムビア           |
| 第15回 | 1973年 | 夜空                                           | 五木ひろし                              | 山口洋子              | 平尾昌晃              | 竜崎孝路                          | 徳間音楽工業             |
| 第16回 | 1974年 | 襟裳岬                                         | 森進一                                  | 岡本おさみ            | 吉田拓郎              | 馬飼野俊一                        | ビクター音楽産業         |
| 第17回 | 1975年 | シクラメンのかほり                             | 布施明                                  | 小椋佳                | 萩田光雄              | キングレコード                    |                          |
| 第18回 | 1976年 | 北の宿から                                     | 都はるみ                                | 阿久悠                | 小林亜星              | 竹村次郎                          | 日本コロムビア           |
| 第19回 | 1977年 | 勝手にしやがれ                                 | 沢田研二                                | 大野克夫              | 船山基紀              | ポリドール                        |                          |
| 第20回 | 1978年 | UFO                                            | ピンク・レディー                        | 都倉俊一              | 都倉俊一              | ビクター音楽産業                  |                          |
| 第21回 | 1979年 | 魅せられて                                     | ジュディ・オング                        | 阿木燿子              | 筒美京平              | CBSソニー                         |                          |
| 第22回 | 1980年 | 雨の慕情                                       | 八代亜紀                                | 阿久悠                | 浜圭介                | 竜崎孝路                          | テイチク                 |
| 第23回 | 1981年 | ルビーの指環                                   | 寺尾聰                                  | 松本隆                | 寺尾聰                | 井上鑑                            | 東芝EMI                  |
| 第24回 | 1982年 | 北酒場                                         | 細川たかし                              | なかにし礼            | 中村泰士              | 馬飼野俊一                        | 日本コロムビア           |
| 第25回 | 1983年 | 矢切の渡し                                     | 石本美由起                              | 船村徹                | 薗広昭                |                                   | 日本コロムビア           |
| 第26回 | 1984年 | 長良川艶歌                                     | 石本美由起                              | 五木ひろし            | 岡千秋                | 斉藤恒夫                          | 徳間ジャパン             |
| 第27回 | 1985年 | ミ・アモーレ(Meu amor é…)                      | 中森明菜                                | 康珍化                | 松岡直也              | ワーナーパイオニア                |                          |
| 第28回 | 1986年 | DESIRE -情熱-                                  | 阿木燿子                                | 鈴木キサブロー        | 椎名和夫              | ワーナーパイオニア                |                          |
| 第29回 | 1987年 | 愚か者                                         | 近藤真彦                                | 伊達歩                | 井上堯之              | 戸塚修                            | CBSソニー                |
| 第30回 | 1988年 | パラダイス銀河                                 | 光GENJI                                 | 飛鳥涼                | 飛鳥涼                | 佐藤準                            | ポニーキャニオン         |
| 第31回 | 1989年 | 淋しい熱帯魚                                   | Wink                                    | 及川眠子              | 尾関昌也              | 船山基紀                          | ポリスター               |
| 第32回 | 1990年 | 恋唄綴り                                       | 堀内孝雄                                | 荒木とよひさ          | 堀内孝雄              | 川村栄二                          | ポリスター               |
| 第32回 | 1990年 | おどるポンポコリン                             | B.B.クィーンズ                          | さくらももこ          | 織田哲郎              | 織田哲郎                          | BMGビクター              |
| 第33回 | 1991年 | 北の大地                                       | 北島三郎                                | 星野哲郎              | 船村徹                | 南郷達也                          | 日本クラウン             |
| 第33回 | 1991年 | 愛は勝つ                                       | KAN                                     | KAN                   | KAN                   | KAN 小林信吾                      | ポリドール               |
| 第34回 | 1992年 | 白い海峡                                       | 大月みやこ                              | 池田充男              | 伊藤雪彦              | 池多孝春                          | キングレコード           |
| 第34回 | 1992年 | 君がいるだけで                                 | 米米CLUB                                | 米米CLUB              | 米米CLUB              | 米米CLUB 中村哲                   | ソニー                   |
| 第35回 | 1993年 | 無言坂                                         | 香西かおり                              | 市川睦月              | 玉置浩二              | 川村栄二                          | ポリドール               |
| 第36回 | 1994年 | innocent world                                 | Mr.Children                             | 桜井和寿              | 桜井和寿              | 小林武史 Mr.Children              | トイズファクトリー       |
| 第37回 | 1995年 | Overnight Sensation 〜時代はあなたに委ねてる〜 | trf                                     | 小室哲哉              | 小室哲哉              | 小室哲哉 久保こーじ               | エイベックス             |
| 第38回 | 1996年 | Don't wanna cry                                | 安室奈美恵                              | 小室哲哉 前田たかひろ | 小室哲哉              | 小室哲哉                          | エイベックス             |
| 第39回 | 1997年 | CAN YOU CELEBRATE?                             | 安室奈美恵                              | 小室哲哉              | 小室哲哉              | 小室哲哉                          | エイベックス             |
| 第40回 | 1998年 | wanna Be A Dreammaker                          | globe                                   | MARC 小室哲哉         | 小室哲哉              | 小室哲哉                          | エイベックス             |
| 第41回 | 1999年 | Winter,again                                   | GLAY                                    | TAKURO                | TAKURO                | MASAHIDE SAKUMA GLAY              | アンリミテッド           |
| 第42回 | 2000年 | TSUNAMI                                        | サザンオールスターズ                    | 桑田佳祐              | 桑田佳祐              | サザンオールスターズ 弦編曲：島健 | ビクターEnt              |
| 第43回 | 2001年 | Dearest                                        | 浜崎あゆみ                              | 浜崎あゆみ            | CREA+D・A・I          | Naoto Suzuki                      | エイベックス             |
| 第44回 | 2002年 | Voyage                                         | 浜崎あゆみ                              | 浜崎あゆみ            | CREA+D・A・I          | 島健                              | エイベックス             |
| 第45回 | 2003年 | No way to say                                  | 浜崎あゆみ                              | 浜崎あゆみ            | BOUNCEBACK            | HΛL                               | エイベックス             |
| 第46回 | 2004年 | Sign                                           | Mr.Children                             | 桜井和寿              | 桜井和寿              | 小林武史 Mr.Children              | トイズファクトリー       |
| 第47回 | 2005年 | Butterfly                                      | 倖田來未                                | 倖田來未              | 渡辺未来              | 渡辺未来                          | エイベックス             |
| 第48回 | 2006年 | 一剣                                           | 氷川きよし                              | 松井由利夫            | 水森英夫              | 佐伯亮                            | コロムビアMEnt           |
| 第49回 | 2007年 | 蕾                                             | コブクロ                                | 小渕健太郎            | 小渕健太郎            | コブクロ                          | ワーナー                 |
| 第50回 | 2008年 | Ti Amo                                         | EXILE                                   | 松尾潔                | Jin Nakamura 松尾潔   | Jin Nakamura                      | エイベックス             |
| 第51回 | 2009年 | Someday                                        | EXILE                                   | ATSUSHI               | miwa furuse           | h-wonder                          | エイベックス             |
| 第52回 | 2010年 | I Wish For You                                 | EXILE                                   | michico               | T. Kura michico       | T. Kura                           | エイベックス             |
| 第53回 | 2011年 | フライングゲット                               | AKB48                                   | 秋元康                | すみだしんや          | 生田真心                          | キングレコード           |
| 第54回 | 2012年 | 真夏のSounds good !                            | AKB48                                   | 秋元康                | 井上ヨシマサ          | 井上ヨシマサ                      | キングレコード           |
| 第55回 | 2013年 | EXILE PRIDE 〜こんな世界を愛するため〜         | EXILE                                   | ATSUSHI               | Sean “PHEKOO”         | POCHI                             | エイベックス             |
| 第56回 | 2014年 | R.Y.U.S.E.I.                                   | 三代目 J Soul Brothers from EXILE TRIBE | STY                   | STY Maozon            | STY Maozon                        | エイベックス             |
| 第57回 | 2015年 | Unfair World                                   | 三代目 J Soul Brothers from EXILE TRIBE | 小竹正人              | Mitsu.J               | Mitsu.J                           | エイベックス             |
| 第58回 | 2016年 | あなたの好きなところ                           | 西野カナ                                | 西野カナ              | Carlos K. Yo-Hey      | Carlos K.                         | ソニー                   |
| 第59回 | 2017年 | インフルエンサー                               | 乃木坂46                                | 秋元康                | すみだしんや          | APAZZI                            | ソニー                   |
| 第60回 | 2018年 | シンクロニシティ                               | 乃木坂46                                | 秋元康                | シライシ紗トリ        | シライシ紗トリ                    | ソニー                   |
| 第61回 | 2019年 | パプリカ                                       | Foorin                                  | 米津玄師              | 米津玄師              | 米津玄師                          | ソニー                   |
| 第62回 | 2020年 | 炎                                             | LiSA                                    | 梶浦由記 LiSA         | 梶浦由記              | 梶浦由記                          | ソニー                   |
| 第63回 | 2021年 | CITRUS                                         | Da-iCE                                  | 工藤大輝 花村想太     | Kaz Kuwamura 中山翔吾 | 中山翔吾 TomoLow                  | エイベックス             |
| 第64回 | 2022年 | Habit                                          | SEKAI NO OWARI                          | Fukase                | Nakajin               | SEKAI NO OWARI                    | ユニバーサルミュージック |
| 第65回 | 2023年 | ケセラセラ                                     | Mrs. GREEN APPLE                        | 大森元貴              | 大森元貴              | 花井諒・大森元貴                  | ユニバーサルミュージック |
| 第66回 | 2024年 | ライラック                                     | Mrs. GREEN APPLE                        | 大森元貴              | 大森元貴              | 久保田真悟(Jazzin'park)・大森元貴 | ユニバーサルミュージック |

1. ↑  元々は1922年に吹き込まれ、1928年に大ヒットした二村定一の楽曲で、1961年にフランク永井がカバーした。
2. ↑  初の2回目の大賞受賞。
3. ↑  初の二連覇の快挙達成。
4. ↑  「矢切の渡し」は元々、ちあきなおみのシングル「酒場川」（1976年発売）のB面として発表された楽曲で、1982年には、ちあきのA面シングルとして発売されている。翌1983年に細川たかしがカバーし、レコード大賞を受賞した。
5. ↑  女性ソロとして初の2連覇達成。
6. ↑  現在の音源元はUPFRONT WORKS/ライスミュージック。
7. ↑  現在の音源元はBeing group。
8. ↑  女性ソロとして中森明菜以来2組目の2連覇。
9. ↑  女性ソロとして、中森明菜、安室奈美恵以来3組目の連覇。
10. ↑  史上初の3連覇達成。
11. ↑  バンドおよびグループとして初の2回目の受賞。
12. ↑  グループとして初の2連覇達成。
13. ↑  浜崎あゆみ以来2組目の3連覇。
14. ↑  初の4回目の受賞。
15. ↑  単独アーティストとしては初の平成生まれの受賞者。
16. ↑  受賞者としては初めて全員が21世紀生まれ。
17. ↑  バンドとして初の2連覇達成。

## 歴代最優秀新人賞受賞者
歌手名、曲名は公式サイトを参照。第53回（2011年）以降は歌手のみ受賞。
- 第4回（1962年）
  - 北島三郎「なみだ船」
  - 倍賞千恵子「下町の太陽」
- 第5回（1963年）
  - 舟木一夫「学園広場」「高校三年生」
  - 三沢あけみ「鳥のブルース」「私も流れの渡り鳥」
- 第6回（1964年）
  - 西郷輝彦「君だけを」「17歳のこの胸に」
  - 都はるみ「アンコ椿は恋の花」
- 第7回（1965年）
  - バーブ佐竹「女心の唄」
  - 田代美代子「愛して愛して愛しちゃったのよ」
- 第8回（1966年）
  - 荒木一郎「空に星があるように」
  - 加藤登紀子「赤い風船」
- 第9回（1967年）
  - 永井秀和「恋人と呼んでみたい」
  - 佐良直美「世界は二人のために」
- 第10回（1968年）
  - 矢吹健「あなたのブルース」
  - 久美かおり「くちづけが怖い」
  - ピンキーとキラーズ「恋の季節」
- 第11回（1969年） ピーター「夜と朝のあいだに」
- 第12回（1970年） にしきのあきら「もう恋なのか」
- 第13回（1971年） 小柳ルミ子「私の城下町」
- 第14回（1972年） 麻丘めぐみ「芽ばえ」
- 第15回（1973年） 桜田淳子「わたしの青い鳥」
- 第16回（1974年） 麻生よう子「逃避行」
- 第17回（1975年） 細川たかし「心のこり」
- 第18回（1976年） 内藤やす子「想い出ぼろぼろ」
- 第19回（1977年） 清水健太郎「帰らない」
- 第20回（1978年） 渡辺真知子「かもめが飛んだ日」
- 第21回（1979年） 桑江知子「私のハートはストップモーション」
- 第22回（1980年） 田原俊彦「ハッとして！Good」
- 第23回（1981年） 近藤真彦「ギンギラギンにさりげなく」
- 第24回（1982年） シブがき隊「100％…SOかもね！」
- 第25回（1983年） THE GOOD-BYE「気まぐれONE WAY BOY」
- 第26回（1984年） 岡田有希子「-Dreaming Girl- 恋、はじめまして」
- 第27回（1985年） 中山美穂「「C」」
- 第28回（1986年） 少年隊「仮面舞踏会」
- 第29回（1987年） 立花理佐「キミはどんとくらい」
- 第30回（1988年） 男闘呼組「DAYBREAK」
- 第31回（1989年） マルシア「ふりむけばヨコハマ」
- 第32回（1990年）
  - ヤン・スギョン「愛されてセレナーデ」
  - 晴山さおり「一円玉の旅がらす」
  - たま「さよなら人類」
  - 忍者「お祭り忍者」
- 第33回（1991年）
  - 唐木淳「やせがまん」
  - Mi‐Ke「想い出の九十九里浜」
- 第34回（1992年）
  - 永井みゆき「大阪すずめ」
  - 小野正利「You're the Only…」
- 第35回（1993年） 山根康広「Get Along Together」
- 第36回（1994年） 西尾夕紀「海峡恋歌」
- 第37回（1995年） 美山純子「桃と林檎の物語」
- 第38回（1996年） Puffy「アジアの純真」
- 第39回（1997年） 知念里奈「precious delicious」
- 第40回（1998年） モーニング娘。「抱いてHOLD ON ME！」
- 第41回（1999年） 八反安未果「SHOOTING STAR」
- 第42回（2000年） 氷川きよし「箱根八里の半次郎」
- 第43回（2001年） w-inds.「Paradox」
- 第44回（2002年） 中島美嘉「WILL」
- 第45回（2003年） 一青窈「もらい泣き」
- 第46回（2004年） 大塚愛「さくらんぼ」
- 第47回（2005年） AAA「BLOOD on FIRE」
- 第48回（2006年） 絢香「三日月」
- 第49回（2007年） ℃-ute「都会っ子 純情」
- 第50回（2008年） ジェロ「海雪」
- 第51回（2009年） BIGBANG「ガラガラGO」
- 第52回（2010年） スマイレージ「夢見る 15歳」
- 第53回（2011年） Fairies
- 第54回（2012年） 家入レオ
- 第55回（2013年） 新里宏太
- 第56回（2014年） 西内まりや
- 第57回（2015年） こぶしファクトリー
- 第58回（2016年） iKON
- 第59回（2017年） つばきファクトリー
- 第60回（2018年） 辰巳ゆうと
- 第61回（2019年） BEYOOOOONDS
- 第62回（2020年） 真田ナオキ
- 第63回（2021年） マカロニえんぴつ
- 第64回（2022年） 田中あいみ
- 第65回（2023年） FRUITS ZIPPER
- 第66回（2024年） こっちのけんと

## 主な記録

### 三冠達成者
レコード大賞の主要な賞である大賞、最優秀新人賞（第10回以前は新人賞）、最優秀歌唱賞（第10回以前は歌唱賞）の3賞をすべて獲得している歌手は、2013年現在以下の5人となっている（三冠達成順、新人賞・最優秀新人賞以外は初受賞回を記載）。
- 都はるみ：第6回新人賞（アンコ椿は恋の花）、第18回大賞（北の宿から）、第22回最優秀歌唱賞（大阪しぐれ）
- 細川たかし：第17回最優秀新人賞（心のこり）、第24回大賞（北酒場）、第26回最優秀歌唱賞（浪花節だよ人生は）
- 北島三郎：第4回新人賞（なみだ船）、第28回最優秀歌唱賞（北の漁場）、第33回大賞（北の大地）
- 氷川きよし：第42回最優秀新人賞（箱根八里の半次郎）、第45回最優秀歌唱賞（白雲の城）、第48回大賞（一剣）
- 近藤真彦：第23回最優秀新人賞（ギンギラギンにさりげなく）、第29回大賞（愚か者）、第52回最優秀歌唱賞（心 ざんばら）

### 大賞複数回獲得者
大賞を複数回獲得している歌手は、以下の12組、そのうち連覇を達成した歌手は9組となっている。
- 4回（3連覇）
  - EXILE：第50回（Ti Amo）、第51回（Someday）、第52回（I Wish For You）、第55回（EXILE PRIDE 〜こんな世界を愛するため〜）
- 3回（3連覇）
  - 浜崎あゆみ：第43回（Dearest）、第44回（Voyage）、第45回（No way to say）
- 2回（2連覇）
  - 細川たかし：第24回（北酒場）、第25回（矢切の渡し）
  - 中森明菜：第27回（ミ・アモーレ〔Meu amor é･･･〕）、第28回（DESIRE -情熱-）
  - 安室奈美恵：第38回（Don't wanna cry）、第39回（CAN YOU CELEBRATE?）
  - AKB48：第53回（フライングゲット）、第54回（真夏のSounds good !）
  - 三代目 J SOUL BROTHERS：第56回（R.Y.U.S.E.I.）、第57回（Unfair World）
  - 乃木坂46：第59回（インフルエンサー）、第60回（シンクロニシティ）
  - Mrs. GREEN APPLE：第65回（ケセラセラ）、第66回（ライラック）
- 2回（連覇無し）
  - 橋幸夫：第4回（いつでも夢を・橋幸夫/吉永小百合）、第8回（霧氷）
  - 五木ひろし：第15回（夜空）、第26回（長良川艶歌）
  - Mr.Children：第36回（innocent world）、第46回（Sign）

- EXILEと三代目 J SOUL BROTHERSを兼任している、NAOTOと小林直己は、グループとして大賞を受賞したものの、メンバーの一員としては5回になる。

### 大賞の副賞変遷
- 第12回（1970年）-第13回（1971年）・第15回（1973年）：セリカ（トヨタ自動車）
- 第14回（1972年）：世界一周旅行
- 第16回（1974年）-第27回（1985年）：クラウン（トヨタ自動車）
- 第28回（1986年）：ルーチェ（マツダ）

## 放送
発表の模様はテレビ（TBS系 (JNN) 地上波全国28局ネット）とラジオ（2023年はJRN全国5局ネット）で生中継されている（第42回（2000年）から第47回（2005年）まではTBS系BSデジタル放送のBS-i（現・BS-TBS）でも放送されていた）。
また、第44回（2002年）からCS放送・TBSチャンネルで過去に放送された回をその年の放送分につき1回（2008年以降2回以上）限りではあるが毎年12月に再放送を行っている。
TBSに現存する映像はモノクロ放送の最後となった第10回（1968年。開催会場は渋谷公会堂）が最古である。これ以前の本選の模様はニュース映像の一部、写真、ラジオの音声のみが現存し、第11回（1969年）以降はすべて鮮明なカラー映像の完全版VTRが現存している。
第20回（1978年）からTBSの音声多重放送の開始に伴い、テレビでのステレオ放送が始まった。以降、すべてステレオ放送となる。
TBSラジオでは、テレビがCMや過去の受賞作のVTRが流れている間はTBSラジオの放送開始時間までに披露された楽曲をディレイ放送したり、ラジオ独自のインタビュー音声を流している。

### 放送データ
| 回 | 年     | 日       | 司会者              | 司会者            | 司会者             | 司会者                  | 会場             | 平均視聴率 |
| 回 | 年     | 日       | 男性                | 女性              | 補助               | 補助                    | 会場             | 平均視聴率 |
| -- | ------ | -------- | ------------------- | ----------------- | ------------------ | ----------------------- | ---------------- | ---------- |
| 1  | 1959年 | 12月27日 | 鶴田全夫            | 不在              | 不在               | 不在                    | 文京公会堂       | 記録なし   |
| 2  | 1960年 | 12月30日 | 芥川隆行            | 不在              | 不在               | 不在                    | 神田共立講堂     | 記録なし   |
| 3  | 1961年 | 12月28日 | 芥川隆行            | 不在              | 不在               | 不在                    | 神田共立講堂     | 記録なし   |
| 4  | 1962年 | 12月27日 | 芥川隆行            | 不在              | 不在               | 不在                    | 日比谷公会堂     | 10.8%      |
| 5  | 1963年 | 12月27日 | 芥川隆行            | 不在              | 不在               | 不在                    | 日比谷公会堂     | 20.7%      |
| 6  | 1964年 | 12月26日 | 芥川隆行            | 不在              | 不在               | 不在                    | 日比谷公会堂     | 14.6%      |
| 7  | 1965年 | 12月25日 | 三木鮎郎            | 不在              | 不在               | 不在                    | 神田共立講堂     | 14.2%      |
| 8  | 1966年 | 12月24日 | 三木鮎郎            | 不在              | 不在               | 不在                    | 日比谷公会堂     | 13.5%      |
| 9  | 1967年 | 12月16日 | 三木鮎郎            | 不在              | 不在               | 不在                    | 渋谷公会堂       | 12.5%      |
| 10 | 1968年 | 12月21日 | 三木鮎郎            | 不在              | 不在               | 不在                    | 渋谷公会堂       | 10.3%      |
| 11 | 1969年 | 12月31日 | 高橋圭三            | （浅丘ルリ子）    | 不在               | 不在                    | 帝国劇場         | 30.9%      |
| 12 | 1970年 | 12月31日 | 高橋圭三            | （佐良直美）      | （堺正章、加藤茶） | （堺正章、加藤茶）      | 帝国劇場         | 36.7%      |
| 13 | 1971年 | 12月31日 | 高橋圭三            | 山本陽子          | （沢田雅美）       | （沢田雅美）            | 帝国劇場         | 36.3%      |
| 14 | 1972年 | 12月31日 | 高橋圭三            | 森光子            | （沢田雅美）       | （沢田雅美）            | 帝国劇場         | 46.5%      |
| 15 | 1973年 | 12月31日 | 高橋圭三            | 森光子            | 玉置宏             | 玉置宏                  | 帝国劇場         | 44.1%      |
| 16 | 1974年 | 12月31日 | 高橋圭三            | 森光子            | 小川哲哉           | 小川哲哉                | 帝国劇場         | 45.7%      |
| 17 | 1975年 | 12月31日 | 高橋圭三            | 森光子            | 小川哲哉           | 小川哲哉                | 帝国劇場         | 43.0%      |
| 18 | 1976年 | 12月31日 | 高橋圭三            | 森光子            | 不在               | 不在                    | 帝国劇場         | 41.9%      |
| 19 | 1977年 | 12月31日 | 高橋圭三 久米宏     | 黒柳徹子          | （小島一慶）       | （小島一慶）            | 帝国劇場         | 50.8%      |
| 20 | 1978年 | 12月31日 | 高橋圭三 久米宏     | 黒柳徹子          | 不在               | 不在                    | 帝国劇場         | 42.9%      |
| 21 | 1979年 | 12月31日 | 高橋圭三            | 檀ふみ            | 不在               | 不在                    | 帝国劇場         | 43.3%      |
| 22 | 1980年 | 12月31日 | 高橋圭三 渡辺謙太郎 | 中田喜子          | 不在               | 不在                    | 帝国劇場         | 34.3%      |
| 23 | 1981年 | 12月31日 | 高橋圭三 渡辺謙太郎 | 竹下景子          | 不在               | 不在                    | 帝国劇場         | 35.3%      |
| 24 | 1982年 | 12月31日 | 高橋圭三、児玉清    | 竹下景子          | （松宮一彦）       | （松宮一彦）            | 帝国劇場         | 31.3%      |
| 25 | 1983年 | 12月31日 | 高橋圭三            | 竹下景子          | 松宮一彦           | 松宮一彦                | 帝国劇場         | 32.7%      |
| 26 | 1984年 | 12月31日 | 森本毅郎            | 竹下景子          | 不在               | 不在                    | 帝国劇場         | 30.4%      |
| 27 | 1985年 | 12月31日 | 森本毅郎            | 倍賞美津子        | 不在               | 不在                    | 日本武道館       | 31.4%      |
| 28 | 1986年 | 12月31日 | 森本毅郎            | 竹下景子          | 不在               | 不在                    | 日本武道館       | 29.8%      |
| 29 | 1987年 | 12月31日 | 関口宏              | 三雲孝江          | 不在               | 不在                    | 日本武道館       | 29.4%      |
| 30 | 1988年 | 12月31日 | 関口宏              | 三雲孝江          | 不在               | 不在                    | 日本武道館       | 21.7%      |
| 31 | 1989年 | 12月31日 | 板東英二            | 楠田枝里子        | 不在               | 不在                    | 日本武道館       | 14.0%      |
| 32 | 1990年 | 12月31日 | 板東英二            | 和田アキ子        | 不在               | 不在                    | 日本武道館       | 12.5%      |
| 33 | 1991年 | 12月31日 | 布施明、石田純一    | 黒柳徹子          | 山本文郎           | 山本文郎                | 日本武道館       | 14.7%      |
| 34 | 1992年 | 12月31日 | 神田正輝            | 黒柳徹子          | 山本文郎           | 山本文郎                | 日本武道館       | 15.1%      |
| 35 | 1993年 | 12月31日 | 宮本亜門            | 牧瀬里穂          | 山本文郎           | 山本文郎                | 日本武道館       | 13.3%      |
| 36 | 1994年 | 12月31日 | 宮本亜門            | 牧瀬里穂          | 山本文郎           | 山本文郎                | TBS放送センター  | 15.3%      |
| 37 | 1995年 | 12月31日 | 西田敏行、中山秀征  | 渡辺真理          | 不在               | 不在                    | TBS放送センター  | 17.2%      |
| 38 | 1996年 | 12月31日 | 堺正章              | 飯島直子          | 雨宮塔子           | 雨宮塔子                | TBS放送センター  | 16.6%      |
| 39 | 1997年 | 12月31日 | 堺正章              | 草野満代          | 雨宮塔子           | 雨宮塔子                | TBS放送センター  | 16.5%      |
| 40 | 1998年 | 12月31日 | 堺正章              | 江角マキコ        | 雨宮塔子           | 雨宮塔子                | TBS放送センター  | 18.5%      |
| 41 | 1999年 | 12月31日 | 堺正章              | 黒木瞳            | 進藤晶子           | 進藤晶子                | TBS放送センター  | 14.1%      |
| 42 | 2000年 | 12月31日 | 堺正章              | 黒木瞳            | 進藤晶子           | 進藤晶子                | TBS放送センター  | 14.0%      |
| 43 | 2001年 | 12月31日 | 堺正章              | 米倉涼子          | 安住紳一郎         | 小倉弘子                | TBS放送センター  | 14.0%      |
| 44 | 2002年 | 12月31日 | 堺正章              | 菊川怜            | 安住紳一郎         | 小倉弘子                | TBS放送センター  | 13.3%      |
| 45 | 2003年 | 12月31日 | 堺正章              | 不在              | 安住紳一郎         | 小倉弘子                | TBS放送センター  | 12.7%      |
| 46 | 2004年 | 12月31日 | 堺正章              | 伊東美咲          | 安住紳一郎         | 小林麻耶                | 新国立劇場中劇場 | 10.4%      |
| 47 | 2005年 | 12月31日 | 堺正章              | 綾瀬はるか        | 安住紳一郎         | 小林麻耶                | 新国立劇場中劇場 | 10.0%      |
| 48 | 2006年 | 12月30日 | 堺正章              | 蛯原友里 押切もえ | 安住紳一郎         | 小林麻耶                | 新国立劇場中劇場 | 17.0%      |
| 49 | 2007年 | 12月30日 | 堺正章              | 蛯原友里 押切もえ | 安住紳一郎         | 小林麻耶                | 新国立劇場中劇場 | 16.8%      |
| 50 | 2008年 | 12月30日 | 堺正章              | 上戸彩、松下奈緒  | 安住紳一郎         | 小林麻耶                | 新国立劇場中劇場 | 16.9%      |
| 51 | 2009年 | 12月30日 | 堺正章              | 藤原紀香          | 安住紳一郎         | 枡田絵理奈 加藤シルビア | 新国立劇場中劇場 | 13.5%      |
| 52 | 2010年 | 12月30日 | 堺正章              | 藤原紀香          | 安住紳一郎         | 枡田絵理奈 加藤シルビア | 新国立劇場中劇場 | 15.0%      |
| 53 | 2011年 | 12月30日 | 堺正章              | 藤原紀香          | 安住紳一郎         | 枡田絵理奈 加藤シルビア | 新国立劇場中劇場 | 14.9%      |
| 54 | 2012年 | 12月30日 | 安住紳一郎          | 新垣結衣          | 枡田絵理奈         | 吉田明世                | 新国立劇場中劇場 | 16.6%      |
| 55 | 2013年 | 12月30日 | 安住紳一郎          | 上戸彩            | 枡田絵理奈         | 吉田明世                | 新国立劇場中劇場 | 17.6%      |
| 56 | 2014年 | 12月30日 | 安住紳一郎          | 仲間由紀恵        | 枡田絵理奈         | 吉田明世                | 新国立劇場中劇場 | 15.6%      |
| 57 | 2015年 | 12月30日 | 安住紳一郎          | 仲間由紀恵        | 江藤愛             | 吉田明世                | 新国立劇場中劇場 | 13.0%      |
| 58 | 2016年 | 12月30日 | 安住紳一郎          | 天海祐希          | 江藤愛             | 宇内梨沙                | 新国立劇場中劇場 | 14.5%      |
| 59 | 2017年 | 12月30日 | 安住紳一郎          | 天海祐希          | 江藤愛             | 古谷有美                | 新国立劇場中劇場 | 14.4%      |
| 60 | 2018年 | 12月30日 | 安住紳一郎          | 土屋太鳳          | 江藤愛             | 古谷有美                | 新国立劇場中劇場 | 16.7%      |
| 61 | 2019年 | 12月30日 | 安住紳一郎          | 土屋太鳳          | 江藤愛             | 江藤愛                  | 新国立劇場中劇場 | 14.0%      |
| 62 | 2020年 | 12月30日 | 安住紳一郎          | 吉岡里帆          | 江藤愛             | 江藤愛                  | 新国立劇場中劇場 | 16.1%      |
| 63 | 2021年 | 12月30日 | 安住紳一郎          | 吉岡里帆          | 江藤愛             | 江藤愛                  | 新国立劇場中劇場 | 12.0%      |
| 64 | 2022年 | 12月30日 | 安住紳一郎          | 有村架純          | 江藤愛             | 江藤愛                  | 新国立劇場中劇場 | 10.7%      |
| 65 | 2023年 | 12月30日 | 安住紳一郎          | 川口春奈          | 江藤愛             | 江藤愛                  | 新国立劇場中劇場 | 9.6%       |
| 66 | 2024年 | 12月30日 | 安住紳一郎          | 川口春奈          | 江藤愛             | 江藤愛                  | 新国立劇場中劇場 | 11.2%      |

- 視聴率はビデオリサーチ調べ、関東地区・世帯・リアルタイム。赤数字は最高視聴率で、青数字は最低視聴率。
- 第1回 - 第3回の視聴率はビデオリサーチ設立前につき記録なし。
- 第4回 - 第44回の視聴率の出典は『全記録 テレビ視聴率50年戦争―そのとき一億人が感動した』134-135頁。
- 通常アナウンサーは同授賞式では進行役となる事が一般だが第29・30回（1987年・1988年）の三雲については進行役という扱いでなく男性司会と同等の位置付けがなされていたため、ここでは女性司会の欄に記載する事とする。
- 19:00を境とした2部制で放送した年は、第2部の数値を示してある。

ラジオ中継実況
- ? - 第40回（1998年）：松宮一彦（TBSアナウンサー→フリーアナウンサー）[注 11]
- 第41回 - 第49回（1999年 - 2007年）：小島一慶（元TBSアナウンサー）
- 第50回 - 第53回（2008年 - 2011年）：向井政生（TBSアナウンサー）
- 第51回（2009年）：新井麻希（当時TBSアナウンサー）
- 第54回 - 第63回 （2012年 - 2021年）：駒田健吾（TBSアナウンサー）[20]
- 第64回 - （2022年 - ）：赤荻歩（TBSアナウンサー）[21]

出演者補足
- 司会者は第11回（1969年）から第25回（1983年）まで高橋が長く務めていたがその後は幾度か司会者が変更され、第38回（1996年）から第53回（2011年）までは堺が務めていた。アシスタントにはその年の人気女優やTBSのアナウンサーなどが選ばれている。また、最近は番組の途中で司会者全員衣装を変えるのが恒例となっている。審査会場や他のライブ会場からのリポート担当、曲ナレーションのみのために声だけ出演をするアナウンサーなども回によっては存在する。
- ナレーションは第41回（1999年）から第51回（2009年）までケイ・グラントが担当しているが、第48回（2006年）のみ大塚明夫が担当した。第52回（2010年）から第54回（2012年）までは古野顕一が担当し、第55回（2013年）からはジョン・カビラが担当。
- 第11回（1969年）の浅丘と第12回（1970年）の佐良直美は厳密には「特別ゲスト」扱いとしての出演だが、実質的には高橋のアシスタントとしての役割を務めた。また第12回（1970年）の堺・加藤、第13・14回（1971・1972年）の沢田雅美、第24回（1982年）の松宮一彦アナ、第19回（1977年）の小島については観客へのインタビュー役を担当するための司会補佐として出演した。
- 第19回（1977年）より高橋は授賞式の進行一切を統括する「総合司会」として別のMC席から式全般の進行統括、最優秀歌唱賞・大賞・最優秀新人賞等の受賞者発表等を行い、高橋の下に更に「司会」としてもう1人の男性司会者と女性司会がコンビとなって歌手へのインタビュー、各部門賞受賞者発表等を行う形式になっていた。なお、それ以外の年（第21・25回（1979・1983年））もMC席には高橋1人が常在し、女性司会はインタビューなどのある際にその都度登場するパターンで進行され、厳密には一般的な男女ペア形式での司会とは異なる形となっていた。

### テレビでのネット局
JNN系列で第47回（2005年）まで12月31日にネットして来た番組であるが、以前はクロスネット局が多く、JNN系列でも曜日によって他系列を同時ネットしている局も多くあった。その反面、JNN系列以外でも曜日によってJNNを同時ネットしている局もあり、番組をネットした局もあった。先発局でJNN系列局が以前金曜日の19:30 - 21:00枠で日本テレビを同時ネットしている局が多数あったり水曜日の20:00 - 21:30（その後19:30 - 21:00）の枠、土曜日の19:30 - 22:00枠、日曜日の19:00 - 21:00枠が日本テレビ同時枠だったりした局があった。
静岡放送では、放送日が金曜日だった第13回（1971年）に番組をネットせず、日本テレビ系の番組を同時ネットした。また南海放送（愛媛県。日本テレビ系）では、木曜日にTBS系番組を同時ネットしていた年(1970年は20:00からの飛び乗りで、1981年は全編フルネットで放送)に限り同番組をネットしていた。
近畿広域圏では1974年の第16回までは朝日放送（現：朝日放送テレビ）にてネット。翌年（1975年）の第17回から毎日放送でのネットになる。
福島県では、1971年の第13回から1982年の第24回まで福島テレビ（当時TBS系とフジテレビ系のクロスネット局。現在はフジテレビ系）にネットされていたが、1983年の第25回からはTBS系新局として開局したテレビユー福島でのネットになる。
1978年・1980年はTV中継の同時ネット局のみロールスーパー方式（ネット局は略称・ロゴ出し）で紹介した。
2001-2005年の5年間は系列BSデジタル放送・BS-i（現・BS-TBS）でもサイマル放送が行われていた。

### ラジオでのネット局
1978年（第20回）当時は20局以上ネットしていたが、2015年（第57回）は8局（うち、4局は途中飛び乗り）、さらに2023年（第65回）は6局（TBSと琉球放送、CBCラジオがフルネット、北海道放送・北陸放送・大分放送が19:00から途中飛び乗り）に留まっている。
JNN（テレビ）とJRN（ラジオ）との兼営局の一部が、テレビとラジオで同時放送している。
青森放送（RAB）ではかつて『JRNナイター』を放送した曜日のみ途中飛び乗り放送していたが、現在は放送していない。
福井県ではテレビにJNN系列局が存在せず、JRN系列である福井放送がラジオだけで2022年まで放送。しかし2023年はネットを見送り、通常の土曜日の編成を行う。
西日本放送（RNC）では1997年のJRN加入後も含めてネットする事はなかったが、2005年に初めてネットした。前述のRABと同様、JRNナイターの絡みから実現したものと思われる。こちらも現在は放送していない。
毎日放送（MBS）では1975年のネットチェンジから2005年まではテレビとラジオで同時放送されていたが、2006年以降についてはラジオが自社制作枠の確保による編成上の理由で放送されていない。

## LP・CD
- '67年度日本レコード大賞受賞 栄光のグランプリ（1968年、キングレコード SKK-411）
1967年の第9回各部門賞受賞作品の中から、キングレコード関連の作品を中心に収録。
- 〜輝く日本レコード大賞15周年記念〜日本レコード大賞グランプリ・ヒット曲集 “黒い花びら”から“喝采”まで（1973年 AMON・東京レコード/ビクター音楽産業 CD4A-5001）
第1回〜第14回の大賞受賞曲を、猪俣猛とアモンオールスターズの演奏、前田憲男の編曲によりインストゥルメンタルとしてカバー。
- J-GRAND PRIX Vol.1〜レコード大賞・歌謡大賞ヒストリー（1998年、ダブリューイーエー・ジャパン、WPC7-8581）
- J-GRAND PRIX Vol.2〜レコード大賞・歌謡大賞ヒストリー（1998年、ダブリューイーエー・ジャパン、WPC7-8582）
日本レコード大賞・日本歌謡大賞の各部門賞の受賞作品のうち、渡辺プロダクション所属の歌手の楽曲・渡辺音楽出版が原盤制作を手掛けた楽曲を収録。
- 日本レコード大賞 50th Anniversary Vol.I (1959年-1984年) （2009年、ハーバーレコード  NQCL-4007〜8）
第1回〜第26回の大賞受賞曲をオリジナル音源で収録[22][23]。

## 問題点

### ノミネートについて
第6回では、この年（1964年）に流行した坂本九の「幸せなら手をたたこう」が、原曲がアメリカ民謡であることから選考の対象外となった。
第21回では、「第10回日本歌謡大賞」や「第8回FNS歌謡祭」でグランプリを受賞して社会現象になった西城秀樹の「YOUNG MAN (Y.M.C.A.)」が、外国人の作曲作品のカバーであったため審査対象から外され、「勇気があれば」でのノミネートとなった。
第24回では、「第13回日本歌謡大賞」の大賞や「第8回日本テレビ音楽祭」のグランプリを受賞するなど、大ヒットした岩崎宏美の「聖母たちのララバイ」は、作曲者が木森敏之単独から木森とジョン・スコットの共作へと急遽変更されたため、外国人作家が製作した楽曲を対象外とする当時の日本レコード大賞の基準に該当しノミネートを見送られた。 
第60回では、DA PUMP の「U.S.A.」が2018年最大のヒット曲として大賞受賞が本命視されていたが、外国人の作曲作品のカバーであったため受賞を逃し、ノミネートの意義について批判が殺到した。
第65回では、YOASOBIの「アイドル」が10月時点でストリーミング累積再生数が5億回を突破（オリコン史上最速）し、海外では米ビルボードのグローバルチャート「Global 200」（7月1日付）で日本アーティスト歴代最高となる7位にランクイン、日本国内の総合音楽チャート「Billboard Japan Hot 100」では、歴代最多となる21週連続1位を獲得するなどしたにもかかわらず、大賞候補から除外され物議を醸した。

### やらせ報道

#### やらせ疑惑
1976年の第18回では、新人賞に内藤やす子、ピンク・レディーに続いて、受賞時点では無名に近かった芦川よしみが角川博と同点で得票数3位となり、受賞結果が発表された後、TBSに抗議の電話が殺到した。牧太郎によると、芦川の所属事務所の社長はレコード大賞の運営委員と親しい関係にあった。
2015年に審査委員を務める産経新聞は、「出来レースでは？」と題し、賞の存在意義に疑問を投げかける記事を同社のニュースサイトにて掲載した。また、大賞常任実行委員で音楽評論家の富澤一誠はインタビューに対し、「賞レースの盛り上がりが、ファンには音楽業界の利益優先の『腐敗』や『出来レース』のように映るようになり、大衆から支持を失っていった」と認めた。

#### やらせ暴露
2015年、レンタルチェーン店を展開するTSUTAYAが自社のニュースサイトにて、“特定のレコード会社や芸能事務所が審査委員に対して何らかの働きかけを行っている”とする音楽関係者の声を報じた。この種の癒着は1970年代からあったとされるものの、審査委員の大半を新聞社とテレビ局の社員が占めるため、「報じない、報じられない」といった状態が続いてきたと、音楽評論家の麻生香太郎は指摘している。
『週刊文春』2016年11月3日号においては、前年に大賞を受賞した三代目J Soul Brothersが買収によるものであったとの記事が掲載され、「年末のプロモーション業務委託書として」と書かれた当時の消費税込み1億800万円の請求書が公開された。このことについての三代目J Soul Brothersサイドからの反応は無く、事実は不明となっている。
2017年、『週刊文春』でレコード大賞の最高責任者である制定委員長を務めた作曲家の叶弦大が、「大手芸能事務所バーニングプロダクション社長の周防郁雄がレコード大賞を私物化していること」を同誌に暴露し、やらせを認めるような発言をした。その中で、叶と周防が会食をした際に、周防が「叶さん、この業界はちょっと悪いくらいじゃないといけない」「レコード大賞は、新聞社13人の過半数、つまり7人の記者を押さえておけば、自分の獲らせたい歌手に決めることができるんだよ」と叶に対して吹聴したことも述べている。また過去に週刊新潮も、レコード大賞の審査委員である大手スポーツ紙記者・新聞記者・JNN系列局員等に対してバーニングが高価な品物や商品券を贈るなどの贈賄行為を働いており、中には受賞させたいタレントの曲や映像が入った高価なiPodが送られてきたり、銀座や六本木のクラブでの接待を受けた者までいると報じている。
2019年7月にジャニーズ事務所の創業者だったジャニー喜多川の訃報が報じられた際、多くのマスコミはジャニーの美談ばかりを紹介していたのに対し、音楽プロデューサーの福田裕彦は『アサヒ芸能』の取材に対して「もう25年以上前、既に『××にレコ大よこさなければ今後お前の局にはうちのタレントは一切出さない』の一言でレコ大放送の数日前に局の決定事項をひっくり返せた人です。綺麗事で生きていた人ではない。」とレコード大賞においてジャニーも圧力をかけていたことを暴露している。

#### 贈賄問題
2024年12月、デイリー新潮で元審査員の2人にインタビューをし過去のレコード大賞の贈賄問題を報じた。
1990年代以降は審査員は記者中心となったが、それ以前は審査員は地方局の人間や、フリーの音楽評論家が多かった。しかしフリーの音楽評論家の中には、芸能プロダクションやレコード会社から金品や接待を求めたりしていた人物もおり、問題になりフリーの音楽評論家は全員が降ろされたという。

## その他

### 年少アーティストへの対応
近年では大賞の発表が22時前に行われるため、13歳未満のアーティストは労働基準法および児童福祉法の都合上、20時までに会場から退出しなければならない（まれに大賞発表が23時前後の年もあり、18歳未満の者は22時までに退出することになる）。例として2019年に史上最年少で大賞を受賞したFoorinはメンバー全員が小中学生であり（当時の平均年齢は11.2歳）、発表時に不在だったため、代理の者が表彰を受けることとなった。さらに2006年から2009年までは最優秀新人賞の発表が21時を過ぎたことから（2008年は23時前に発表が行われた）、2007年の℃-uteも同じ理由で、プロデューサーのつんくが代理として表彰を受けている。

### X（旧Twitter）アカウントについて
TBSでは、Xアカウントをレコード大賞の他、『音楽の日』や『日本有線大賞』と共有していたが、2017年に日本有線大賞が終了し、さらに2023年に『音楽の日』が新たにアカウントを取得したため、以降はレコード大賞単独のアカウントとなっている。